# Barei (piosenkarka)
Barei, właśc. Bárbara Reyzábal González-Aller (ur. 29 marca 1982 w Madrycie) – hiszpańska piosenkarka, reprezentantka Hiszpanii w 61. Konkursie Piosenki Eurowizji (2016).

## Życiorys

### Edukacja
Studiowała teorię muzyki.

### Kariera muzyczna

#### 2001–2010: Początki
Na początku swojej kariery muzycznej nawiązała współpracę z Gonzalo Nuchem, z którym występowała w duecie pod nazwą Dos Puntos. W 2001 para wzięła udział w Międzynarodowym Festiwalu Piosenki w Benidormie, na którym zaśpiewała utwór „Abrazo del tiempo” i choć zajęła 2. miejsce, ostatecznie wygrała cały konkurs z powodu dyskwalifikacji zwycięzcy.
Niedługo po udziale w festiwalu Barei wyprowadziła się do Miami, gdzie nagrała swoje pierwsze piosenki w stylu latynoskim. Żadna z nich nie została jednak opublikowana. Po powrocie do Madrytu piosenkarka zaczęła regularnie grać koncerty w mieście.

#### 2011–2012:Billete para no volver
W 2011 opublikowała swój debiutancki, hiszpańskojęzyczny album studyjny zatytułowany Billete para no volver, którego producentem został Rubén Villanueva.
Po wydaniu płyty zaczęła publikować swoje autorskie, anglojęzyczne single. Pierwszym z nich został utwór „Play”, który ukazał się w październiku 2012.

#### 2013–2015:Throw the Dice
W 2013 premierę miały jej kolejne single: „Foolish NaNa” i „Another’s Life”. W 2014 wydała singel „Wildest Horses”, do którego teledysk uzyskał wynik 1,5 miliona wyświetleń w serwisie YouTube. Single znalazły się na drugiej płycie studyjnej Barei zatytułowanej Throw the Dice, której premiera odbyła się 7 kwietnia 2015.
We wrześniu tego samego roku wydała singel „Time to Fight”, który został oficjalnym dżinglem hiszpańskiego nadawcy publicznego Atresmedia na czas Ligi Mistrzów UEFA w sezonie 2015/2016. W tym samym roku została jedną z autorek piosenki „La última superviviente”, którą nagrała piosenkarka Edurne na swój szósty album studyjny zatytułowany Adrenalina, a także autorką utworu „Encadenada a ti”, który znalazł się na dziesiątej płycie Malú o tytule Caos. Wystąpiła także na festiwalu Starlite organizowanym w Marbelli.

#### Od 2016: Konkurs Piosenki Eurowizji
29 grudnia 2015 hiszpański nadawca publiczny Radiotelevisión Española potwierdził, że Barei została zakwalifikowana do stawki finałowej krajowych eliminacji eurowizyjnych Objetivo Eurovisión 2016 z utworem „Say Yay!”. 1 lutego piosenkarka wystąpiła w finale selekcji, które ostatecznie wygrała po zdobyciu łącznie 114 punktów, dzięki czemu została wybrana na reprezentantkę Hiszpanii w 61. Konkursie Piosenki Eurowizji organizowanym w Sztokholmie. 14 maja wystąpiła w finale konkursu i zajęła w nim dwudzieste drugie miejsce z 77 punktami na koncie w tym 10 punktów od telewidzów (24. miejsce) i 67 pkt od jurorów (16. miejsce).

## Dyskografia

### Albumy studyjne
- Billete para no volver (2011)
- Throw the Dice (2015)

### Single
- 2012 – „Play”
- 2013 – „Another’s Life”
- 2013 – „Foolish NaNa”
- 2014 – „Wildest Horses”
- 2014 – „You Fill Me Up (My Yang)”
- 2015 – „Time to Fight”
- 2015 – „Get Up and Go”
- 2016 – „Say Yay!”
- 2017 – „I Don't Need to Be You”